# Campsicnemus picticornis
Campsicnemus picticornis är en tvåvingeart som först beskrevs av Zetterstedt 1843.  Campsicnemus picticornis ingår i släktet Campsicnemus och familjen styltflugor. Arten är reproducerande i Sverige. Inga underarter finns listade i Catalogue of Life.